# Everything is Changing
 (février 2018).
Si vous disposez d'ouvrages ou d'articles de référence ou si vous connaissez des sites web de qualité traitant du thème abordé ici, merci de compléter l'article en donnant les références utiles à sa vérifiabilité et en les liant à la section « Notes et références ».
Albums de Anneke van Giersbergen
Live in Europe
(2010) Drive
(2013)
Everything is Changing est le quatrième album, et le troisième en solo, de la chanteuse rock néerlandaise Anneke van Giersbergen, sortie en janvier 2012.
Il est le premier à sortir sous le nom seul de la chanteuse, les précédents portant les noms de « Agua de Annique », groupe qu'elle a créé en 2006, et « Anneke van Giersbergen and Agua de Annique ».

## Liste des titres
Toutes les chansons sont écrites et composées par Anneke van Giersbergen et Daniel Cardoso, sauf annotations.
| 1.    | Feel Alive                                                        | 3:37 |
| 2.    | You Want to Be Free                                               | 3:23 |
| 3.    | Everything is Changing                                            | 3:18 |
| 4.    | Take Me Home                                                      | 3:23 |
| 5.    | I Wake Up                                                         | 3:29 |
| 6.    | Circles (Anneke van Giersbergen, René Merkelbach)                 | 4:00 |
| 7.    | My Boy                                                            | 4:15 |
| 8.    | Stay                                                              | 4:08 |
| 9.    | Hope, Pray, Dance, Play (Anneke van Giersbergen, René Merkelbach) | 3:19 |
| 10.   | Slow Me Down                                                      | 2:57 |
| 11.   | Too Late                                                          | 4:11 |
| 12.   | 1000 Miles Away From You                                          | 5:00 |
| 45:00 |                                                                   |      |

## Crédits
| - Anneke van Giersbergen : chant - Daniel Cardoso : claviers, guitares, basse - Joost van Haaren : basse - Dennis Leeflang, Rob Snijders : batterie - Ferry Duijsens, Ruud Jolie : guitares - René Merkelbach : claviers, piano - Camilla van der Kooij : violon | - Production, mixage : Daniel Cardoso - Mastering : Darius van Helfteren - Photographie : Mark Uyl - Design : Arda Aktas - Artwork : Jeran & Reggie |